# Шемейкино
Шеме́йкино — деревня в Грязовецком районе Вологодской области России.
Входит в состав Перцевского муниципального образования (с 1 января 2006 года по 9 апреля 2009 года входила во Фроловское муниципальное образование), с точки зрения административно-территориального деления — во Фроловский сельсовет.
Расстояние до районного центра Грязовца по автодороге — 32 км, до центра муниципального образования Слободы по прямой — 14 км. Ближайшие населённые пункты — Починок, Курочкино, Фрол.
По переписи 2002 года население — 16 человек.